# Certers
Certers (Certés) è un villaggio di Andorra, nella parrocchia di Sant Julià de Lòria con 73 abitanti (dato 2010) .